# The Dream (ORB)
The Dream is een muziekalbum van de Britse band rondom Alex Paterson, The Orb. Met dit album keert The Orb terug naar de muziek uit hun / zijn beginperiode. De muziek van Okie Dokie It’s the Orb on Kompakt lijkt weer voorbij.
The Dream wordt in Japan al uitgegeven in augustus 2007 en pas een jaar later op 17 juni 2008 in de rest van de wereld. Basislid Thomas Fehlmann speelt voor het eerst niet mee en dus moest Paterson op zoek naar nieuwe musici, die hij vond in Martin Glover en Tim Brand van Dreadzone. Naast deze aanvullingen musiceren anderen mee. Opvallend zijn de heldere zang en de samples, met soms wat reggae en andere muziekstijlen.
Als single wordt uitgebracht Vuja De.

## Track listing
| track | compositie                                                        | musici                                                          | componist(en)                         | tijd |
| ----- | ----------------------------------------------------------------- | --------------------------------------------------------------- | ------------------------------------- | ---- |
| 1     | The Dream (The Future Academy of Noise, Rhythm and Gardening Mix) | Gitaar: Matt Chandler, zang: Helen Boulding                     | Paterson, Boulding, Glover, Bran      | 6:26 |
| 2     | Vuja De                                                           | mix door Andy Hughes, zang: Aki Omori (single (muziek)\|single) | Paterson, Glover, Bran                | 5:45 |
| 3     | Something Supernatural                                            |                                                                 | Paterson, Glover, Bran                | 0:36 |
| 4     | A Beautiful Day                                                   | zang: Juliet Roberts                                            | Paterson, Roberts, Glover, Bran       | 6:48 |
| 5     | DDD (Dirty Disco Dub)                                             | Mix door Hughes, zang Andy Caine, The Corpral                   | Paterson, Caine, Glover, Bran         | 5:03 |
| 6     | The Truth Is...                                                   | Gitaar: Steve Hillage, zang Juliet Roberts                      | Paterson, Roberts, Glover, Bran       | 6:43 |
| 7     | Phantom of Ukraine                                                |                                                                 | Paterson, Glover, Bran                | 0:30 |
| 8     | Mother Nature                                                     | Gitaar: Hillage, zang: The Corpral, Juliet Roberts              | Paterson, Roberts, Glover, Bran       | 6:30 |
| 9     | Lost & Found                                                      | zang: The Corpral                                               | Paterson, Glover, Bran                | 6:19 |
| 10    | The Forest of Lyonesse                                            |                                                                 | Paterson, Glover, Bran                | 1:09 |
| 11    | Katskills                                                         | Uitgevoerd door Dr. D                                           | Paterson, Glover, Bran                | 5:55 |
| 12    | High Noon                                                         | Gitaar: Steve Hillage                                           | Paterson, Glover, Hillage, Bran       | 6:03 |
| 13    | Sleeping Tiger & the Gods Unknown                                 |                                                                 | Paterson, Glover, Bran                | 1:09 |
| 14    | Codes                                                             | Gitaar: Hillage, zang: Carol Luna, spreekstem: Cozy             | Paterson, Luna, Glover, Hillage, Bran | 8:13 |
| 15    | Orbisonia                                                         |                                                                 | Paterson, Glover, Bran                | 5:47 |
| 16    | Let The Music Set You Free                                        | Alleen op Japanse persing                                       | Paterson, Glover, Bran                | 7:01 |